# Eschweilera longipedicellata
Eschweilera longipedicellata är en tvåhjärtbladig växtart som beskrevs av Scott A. Mori. Eschweilera longipedicellata ingår i släktet Eschweilera och familjen Lecythidaceae. Inga underarter finns listade i Catalogue of Life.